# 아이돌 인간극장
《아이돌 인간극장》은 2021년 7월 24일부터 유튜브에서 방송되고 있는 웹예능으로, 스튜디오 K에서 제작하고 원안은 KBS의 장수프로 인간극장 에서 따왔으며 웹예능답게 아이돌 데뷔 및 컴백에 맞추어 만들어지는 컨텐츠로 진지한데 웃기는 컨셉을 잡고 있다.

### 2021년
| 회차 | 공개일    | 제목                                                                                              | 출연                | 비고     |
| ---- | --------- | ------------------------------------------------------------------------------------------------- | ------------------- | -------- |
| 1    | 7월 23일  | 소문난 9형제의 왁자지껄 생일날                                                                    | SF9                 |          |
| 2    | 7월 31일  | 전소연과 윈디, 비슷한 듯 다른 두 사람의 이야기                                                    | 전소연              |          |
| 3    | 8월 7일   | 웃음에 진심인 위클리의 초대, 한여름의 Holiday Party                                               | 위클리              |          |
| 4    | 8월 14일  | "더보이즈 가(家)의 화목함? 비결은 사랑❤이죠"                                                      | 더보이즈            |          |
| 5    | 8월 21일  | 캐릭터 확실한 5명의 남자들, 제대로 불 붙은 사연                                                   | 투모로우바이투게더  |          |
| 6    | 8월 28일  | '하나 둘 Lights On!" 초심 찾아 삼만 리                                                            | 온앤오프            |          |
| 7    | 9월 4일   | 진정한 소리꾼을 찾아 떠나는 그들의 여정                                                           | 스트레이 키즈       |          |
| 8    | 9월 11일  | 안녕하세요 우리는 짱테이씨입니다.                                                                 | 스테이씨            |          |
| 9    | 9월 18일  | 멤버들과 함께 한 눈부시게 소중한 시간                                                             | 에이티즈            |          |
| 10   | 9월 25일  | 미치지 않으면, 미칠 수 없다..!                                                                    | ITZY                |          |
| 11   | 10월 2일  | 아이돌 에이비식스가 컴백 전 추석을 보내는 법                                                      | 에이비식스          |          |
| SP 1 | 10월 9일  | (미공개) 이대로 넣어두긴 아쉽지😎 ATEEZ ITZY STAYC Stray Kids 비하인드 털이                       |                     | 비하인드 |
| SP2  | 10월 16일 | (미공개) 비하인드 털이 2탄! 보고싶은 브레이브걸스 위클리 SF9 더보이즈 투모로우바이투게더 재소환🥰 |                     | 비하인드 |
| 12   | 10월 23일 | 멤버들의 민트 초코 입문을 위한, 유일한 민초단의 외로운 싸움                                       | ENHYPEN             |          |
| 13   | 11월 6일  | 드디어 폭발! 더보이즈 가문에 찾아온 절체절명의 위기                                               | 더보이즈            |          |
| 14   | 11월 13일 | 원스, 보고 있나요? 트와이스의 여섯 번째 생일파티에 초대합니다                                     | 트와이스            |          |
| 15   | 11월 20일 | 2071년에도, 몬 씨네 가족은 오래오래 행복하게 살았답니다                                           | 몬스타엑스          |          |
| 16   | 11월 27일 | '다 함께 Lights On!" 하나의 목표를 위해 열정을 불태워라!                                          | 온앤오프            |          |
| 17   | 12월 4일  | 케미 大폭발, 세상에서 제일 수다스러운 그녀들                                                      | 라치카 청하         |          |
| 18   | 12월 11일 | 케미 大폭발, 세상에서 제일 수다스러운 그녀들                                                      | IVE                 |          |
| 19   | 12월 18일 | 지구를 구할(?) 슈퍼 히어로들, K-밴드로 드디어 데뷔!                                               | 엑스디너리 히어로즈 |          |
| SP   | 12월 25일 | (미공개) 크리스마스 선물이 도착했습니다🎄🎁ENHYPEN THE BOYZ Chungha Lachica 비하인드 털이         |                     | 비하인드 |

### 2022년
| 회차 | 공개일    | 제목                                                                                    | 출연                 | 비고                                                                                    |
| ---- | --------- | --------------------------------------------------------------------------------------- | -------------------- | --------------------------------------------------------------------------------------- |
| 20   | 1월 8일   | 케이팝계 작은 형님들, 우주소녀 쪼꼬미의 특별(?) 레슨 시간                               | 우주소녀 쪼꼬미 땡깡 |                                                                                         |
| 21   | 1월 15일  | 새해 덕담하다가 자존심을 건 배틀 시작🔥                                                 | ENHYPEN              |                                                                                         |
| 22   | 1월 22일  | 짱플러의 칼군무... 오늘은 쉬어 갑니다                                                   | 케플러               |                                                                                         |
| 23   | 1월 29일  | 스무 살 되자마자 독립 선언한 프로미스나인 막내..?!                                      | fromis_9             |                                                                                         |
| 24   | 2월 5일   | 24시간 극한의 연습, 점점 혼미해지는 정신을 붙잡아라..!                                  | 펜타곤               |                                                                                         |
| SP   | 2월 12일  | (미공개) 혼자 웃기 아까워서 공개하는 🌟몬스타엑스, 트와이스, 온앤오프🌟 비하인드 털이🎁 |                      | 비하인드                                                                                |
| 25   | 2월 21일  | 깻잎 논쟁부터 댄스 배틀까지🔥 하루 종일 싸우는 트레저...                                | 트레저               |                                                                                         |
| 26   | 2월 26일  | 요상한 개인기 대방출! 우리 이래도 되는 거야…?                                           | 엔믹스               |                                                                                         |
| 27   | 3월 5일   | 애교 광인 원호를 마주한 홀리뱅의 거친 생각과 불안한 눈빛...                             | 원호 홀리뱅          |                                                                                         |
| 28   | 3월 19일  | 인형 뽑기에 1억 쓴 남자 VS 23년 평생 잽만 날린 남자                                     | Stray Kids           |                                                                                         |
| 29   | 3월 26일  | 14년차 아이돌 그룹에는 무술인도 있구요 마술인도 있습니다(?)                             | 하이라이트           |                                                                                         |
| 30   | 4월 2일   | "이걸 이렇게 설명한다고?" 환상의 팀워크, 환장의 몸으로 말해요                           | 오마이걸             |                                                                                         |
| 31   | 4월 9일   | 개그(?) 힙합(?) 다 하는, 아이브 여고 축제 준비🎉                                        | IVE                  |                                                                                         |
| SP 1 | 4월 16일  | 슈퍼 루키들의 귀여운 패기와 고막주의 텐션🔥                                             |                      | 비하인드                                                                                |
| SP 2 | 4월 23일  | 스트레이 키즈, 트레저 둘 다 이렇게 웃길 수 있는 거임? 비하인드도?                       |                      | 비하인드 본래 4월 20일에 공개될 예정이었지만 문빈 사망 사건으로 인해 23일에 공개되었다. |
| 32   | 5월 7일   | 경력직 아이돌이 알려주는 팬싸 꿀팁은? 르세라핌의 데뷔 D-7✨                             | LE SSERAFIM          |                                                                                         |
| 33   | 5월 11일  | 평균 나이 16살, K-POP 천재들이 모이면 일어나는 일 (feat. 텐션 폭발🔥)                   | 클라씨               |                                                                                         |
| 34   | 5월 14일  | "방PD님 XX 좀 주세요!" 빠꾸 없는 폭로전, 오늘도 화목한 투모로우바이투게더               | 투모로우바이투게더   |                                                                                         |
| 35   | 5월 21일  | "모두들 잠시만 안녕... 근데 이걸 군머에...?" 멤버들이 내민 충격적인 입대 선물🤪         | ASTRO                |                                                                                         |
| 36   | 5월 28일  | 대표님 컨펌 ㄱㄴ? K-POP 사상 최초 갸루피스로 안무 수정한 아이돌👀                       | 원어스               |                                                                                         |
| 37   | 6월 4일   | 하늘에서 내려온 토끼🐰도 도망갈 빅톤의 '대환장' 바니바니 게임...                        | 빅톤                 |                                                                                         |
| 38   | 6월 11일  | 다섯 멤버들의 뽀짝한 꿀케미🍯 비하인드 모음.ZIP                                         | 투모로우바이투게더   |                                                                                         |
| 39   | 6월 25일  | 안무 연습은 기본!!! 단합력 증진을 위한 케플러 일일 수련회(feat. 귀여움 과다 교관님)     | 캐플러               |                                                                                         |
| 40   | 7월 7일   | 칭찬이 이렇게 무섭고 두려운 거였나요…? 사이좋은 퀸주소녀🤗                              | 우주소녀             |                                                                                         |
| 41   | 7월 9일   | Risky한 위스키 후유증..? 비비지의 텐션 폭발 LOVEADE 연습날🍹                            | VIVIZ                |                                                                                         |
| 42   | 7월 16일  | 10개월 만의 컴백, 이대로 있을 수 없ZY! 체력장(?) 가보자고👟💨                           | ITZY                 |                                                                                         |
| 43   | 7월 23일  | "형... 우리 합주는 언제 해?" 슈퍼 밴드 본캐 뒤에 숨겨진, 춤신 춤왕의 꿈🌟               | 엑스디너리 히어로즈  |                                                                                         |
| 44   | 7월 31일  | 🎰돌려 돌려 돌림판~ 행운의 주인공은 과연 누구?🤫🤫 ???: 어쩐지 운수가 좋더라니…         | ATEEZ                |                                                                                         |
| 45   | 8월 13일  | "우리 이렇게는 안돼..!" 엄청난 공약으로 경쟁하는 골든차일드 임원(?)선거                 | 골든차일드           |                                                                                         |
| 46   | 8월 20일  | 무대 찢다 옷까지 찢어버리는 체대생(아님) 더보이즈의 하루⚽                              | 더보이즈             |                                                                                         |
| 47   | 8월 27일  | 퇴근은 못 참지🔥 퇴근에 눈 먼 트와이스의 우당탕탕 파티                                  | 트와이스             |                                                                                         |
| 48   | 9월 3일   | 케이팝에 환장한 빌리… 솔직히 이건 못 참지!                                              | Billlie              |                                                                                         |
| 49   | 9월 24일  | 광야 연습실에서 연습 빼고 다하는(?) NCT 127                                             | NCT 127              |                                                                                         |
| 50   | 10월 1일  | 페이크 다큐도 리얼로 해버리는 크래비티의 하루🎞️                                         | CRAVITY              |                                                                                         |
| 51   | 10월 8일  | “네가 사랑을 알아?!” 이들이 싸우는 이유…                                                | 스트레이 키즈        |                                                                                         |
| 52   | 10월 15일 | 콤부차로 술게임(?)하다 싸우는 마마무🥊                                                  | 마마무               |                                                                                         |
| 53   | 10월 22일 | 탈색까지 한 슈화가 원하는 단 한 가지?! ☝👀                                              | (여자)아이들         |                                                                                         |
| SP   | 11월 6일  | 미공개로 그냥 두기 아까운 SKZ 비하인드 모음.ZIP 📁                                      | 스트레이 키즈        | 비하인드                                                                                |
| 54   | 11월 11일 | 📢 인간극장 찍다가 사라진 윤두준 씨를 찾습니다.                                         | 하이라이트           |                                                                                         |
| 55   | 11월 19일 | 🍋레몬 사탕남? 다나카상? 베리베리에 다 있음^^                                           | 베리베리             |                                                                                         |
| SP   | 11월 26일 | 💌감동과 재미 두 마리 토끼가 공존할 수 있는 거임? 비하인드도?                           |                      | 비하인드                                                                                |

### 2023년
| 회차 | 공개일    | 제목                                                                             | 출연               | 비고                                                                           |
| ---- | --------- | -------------------------------------------------------------------------------- | ------------------ | ------------------------------------------------------------------------------ |
| 56   | 1월 14일  | 🖥 몬스타 주식회사에 입사하실 분? ※ 점심 회식도 있고 사내 동아리도 있음 ※         | 몬스타엑스         |                                                                                |
| 57   | 1월 21일  | 기분이 나쁠 땐? 뉴진스를 보세요😉👈🏻                                              | NewJeans           |                                                                                |
| 58   | 1월 28일  | 할머니댁에 모인 TXT✨ 유학 갔던 사촌형이 돌아왔다..?!!                           | 투모로우바이투게더 |                                                                                |
| SP   | 2월 4일   | 뉴진스 몬스타엑스 투모로우바이투게더 비하인드 놓고갑니다~🎁                      |                    | 비하인드                                                                       |
| 59   | 2월 11일  | "잘 자" 금지❌ 만우절 고백 금지❌ 문의는 DM으로 부탁드릴게요🙏                   | VIVIZ              |                                                                                |
| 60   | 2월 22일  | "우리 이래도 돼..?" 스테이씨 피셜 찐텐 그 자체! 광기 가득한 NEW 연습실🤪🔥       | 스테이씨           |                                                                                |
| 61   | 2월 25일  | 마음속 담아뒀던 말들을 쏟아내는 더보이즈의 열띤 폭로전📢                         | 더보이즈           |                                                                                |
| 62   | 3월 11일  | 8년 만에 처음으로 연습 째고 OO한 트와이스?!                                      | 트와이스           |                                                                                |
| SP 1 | 3월 18일  | 미방분 비하인드 다 풉니다~ 1분 1초가 소중해💛                                    | 트와이스           | 비하인드                                                                       |
| SP 2 | 3월 25일  | 더보이즈 비하인드는 참을 수 없지🤩                                               | 더보이즈           | 비하인드                                                                       |
| 63   | 4월 1일   | 엔믹스 보컬 레슨 부탁드릴게요~🙏🏼                                                 | 엔믹스             |                                                                                |
| 64   | 4월 8일   | 술 얘기로 하루를 시작하는(?) 에이핑크의 찐텐극장                                 | 에이핑크           |                                                                                |
| 65   | 4월 15일  | ???: 샤워하고 수건 한 장만 써!😤🔥 케플러의 불꽃 튀는 숙소 라이프 최초 공개      | 케플러             |                                                                                |
| 66   | 4월 22일  | 충격! 아이브 멤버들 서서 자는 것으로 밝혀져…😮                                   | IVE                |                                                                                |
| 67   | 4월 19일  | NCT 도재정, 커스텀 마이크🎤 썰 푼다                                              | NCT 도재정         | 선공개                                                                         |
| 67   | 4월 23일  | NCT 도재정이 되기 위해 만난 세 남자가 서로를 알아가는 방법                       | NCT 도재정         | 본래 4월 20일에 공개될 예정이었지만 문빈 사망 사건으로 인해 23일에 공개되었다. |
| 68   | 5월 5일   | 은광극장' 아님 주의!❌ 리더 몰이가 특기인 비투비의 하루                          | 비투비             |                                                                                |
| 69   | 5월 6일   | 우린 연습실을 태워.. 빛이 될 거야..✨ 르세라핌의 빡센 하루 💪🏻                    | LE SSERAFIM        |                                                                                |
| SP 1 | 5월 13일  | 웃기는 것도 적당히란 없다🔥 웃수저 그룹 르세라핌 비하인드.ZIP                    | LE SSERAFIM        | 비하인드                                                                       |
| SP 2 | 5월 20일  | 엔믹스와 아이브의 작은 순간들도 놓칠 수 없지! 하드털이 모음.ZIP                  |                    | 비하인드                                                                       |
| 70   | 5월 27일  | 7색의 멤버들이 모여 함께 하는 즐거운 파티와 게임그리고 서로를 알아가는 시간까지! | ENHYPEN            |                                                                                |
| 70   | 6월 1일   | 엔하이픈의 상상은 현실이 된다?! 아이돌에 의한 아이돌을 위한 MBTI 검사 두둥등장☆  | ENHYPEN            | 보너스                                                                         |
| 71   | 6월 2일   | 이걸 맞히네 ㄷㄷ;; 스키즈의 그림 퀴즈                                            | Stray Kids         | 선공개                                                                         |
| 71   | 6월 3일   | 요가🧘🏻부터 장기자랑🕺🏻까지 대낮부터 폭주하는 게 특(⭐️)기인 스트레이키즈           | Stray Kids         |                                                                                |
| 72   | 6월 10일  | "야 나대ZI마!" 카리스마 일짱 새 캡틴(🐈) 오신 날                                 | 프로미스나인       |                                                                                |
| 73   | 6월 15일  | 보이넥스트도어가 알려주는 신박한 고백 방법💌                                     | BOYNEXTDOOR        |                                                                                |
| 74   | 6월 17일  | 싸움과 화해의 반복.. [그랬구나] 게임이 이렇게 매운맛🌶️이었나?                    | 에이티즈           |                                                                                |
| 75   | 6월 24일  | 주접 멘트 공부하다가 상처 받은(?) 신인 아이돌이 있다?                            | &TEAM              |                                                                                |
| 76   | 7월 1일   | 샤이니 등판 이슈! 15년 만에 밝혀진 새로운 사실들😱                               | 샤이니             |                                                                                |
| SP   | 7월 16일  | 비하인드 분량마저 특⭐한 스트레이 키즈 모음.ZIP                                  | Stray Kids         | 비하인드                                                                       |
| 77   | 7월 22일  | 오가는 극딜(?) 속에 피어나는 ZB1 팀워크🌷🌸                                      | 제로베이스원       |                                                                                |
| 78   | 7월 29일  | 깔창 금지! 3인칭 화법 금지(ft.샤샤)! 8년 만에 쏟아져 나온 건의사항               | 오마이걸           |                                                                                |
| 79   | 8월 3일   | 콘서트 연습 시작부터 쉽지 않네💦 13년째 티격태격 대는 인피니트                   | 인피니트           |                                                                                |
| 80   | 8월 5일   | 목욕탕에서 불나면 XX으로 도망간다고?! ITZY 과몰입 폼 미쳤다                      | ITZY               |                                                                                |
| 81   | 8월 12일  | 대낮에 회식하면 생기는 일😂 더보이즈 낮술 텐션 미쳤다~!                          | 더보이즈           |                                                                                |
| SP   | 8월 26일  | 보이넥스트도어&앤팀의 귀여움 대방출한 비하인드 공개🤩                            |                    | 비하인드                                                                       |
| 82   | 9월 16일  | 크래비티 멤버 탐색전🔍이라 쓰고 폭로전🤬이라고 읽는다                            | CRAVITY            |                                                                                |
| 83   | 9월 23일  | 데뷔 소감 말하자더니 왜 폭로전이 일어나고 있나요?😳                              | 이븐               |                                                                                |
| SP   | 9월 30일  | 어수선한 제로베이스원의 연습 비하인드 대공개!😃                                  | 제로베이스원       | 비하인드                                                                       |
| 84   | 10월 7일  | 단체로 예능감 상실?😰군필돌의 쉽지 않은 사회적응기                               | 온앤오프           |                                                                                |
| 85   | 10월 11일 | 전격 아이브 파헤치기!🔎 백문백답 재밌는 거였네🤓                                 | IVE                |                                                                                |
| 86   | 10월 14일 | 형들 몰래 왔는데 5명인 기분은 뭐지…? 놀러왔다가 피곤함만 쌓인 여행✈              | 투모로우바이투게더 |                                                                                |
| 87   | 10월 28일 | 라이즈 막내가 처음으로 형들에게 큰소리를 낸 사연 😰                              | RIIZE              |                                                                                |
| 88   | 11월 4일  | 소름 돋는 정확도(?)의 거짓말 탐지기... WayV 솔직해지길 바라 🙏                   | WayV               |                                                                                |
| 89   | 11월 11일 | "우리 꼭 데뷔하자!" 스트레이 키즈가 되기까지 험난했던 그때 그 시절...*           | Stray Kids         |                                                                                |
| 90   | 12월 2일  | 우리 막내 하고 싶은 거 다 해~ 빅스의 혹독한 나들이                               | [[VIXX]            |                                                                                |
| SP   | 12월 9일  | 미방분으로 남겨두기 아까운 아이브 비하인드.ZIP                                   | IVE                | 비하인드                                                                       |

### 2024년
| 회차 | 공개일   | 제목                                                                | 출연               | 비고     |
| ---- | -------- | ------------------------------------------------------------------- | ------------------ | -------- |
| 91   | 1월 13일 | 믿지의 연봉까지 책임지는(?) ITZY의 2024 새해 목표                   | ITZY               |          |
| 92   | 1월 20일 | 붕어빵 먹는 순서로 로맨스 소설 쓰는 엔믹스🙊                        | 엔믹스             |          |
| SP   | 1월 27일 | 있지와 엔믹스의 찐텐 폭발🔥한 비하인드 전격 공개!🤣                 |                    | 비하인드 |
| 93   | 2월 3일  | 데뷔 19년 차지만 꼰대 아님 아무튼 아님 (feat.더보이즈, 라이즈)      | 슈퍼쥬니어 L.S.S   |          |
| 94   | 2월 24일 | 여행 스타일 이렇게까지 극과 극이라고?                               | 트와이스           |          |
| 95   | 3월 16일 | 인간극장 준비만 1년.. 개콘 준비하는 거 아니죠?                      | 하이라이트         |          |
| 96   | 3월 20일 | ❗️주의❗️영상 시청후 THE NEW SIX 입덕주의보 발령                     | THE NEW SIX        |          |
| 97   | 3월 23일 | 반장 혈압 오르게 하는 남고딩보이즈의 하루 🤯                        | 더보이즈           |          |
| 98   | 3월 30일 | 연습실에서 발견된 간식꾸러미?! 오히려 좋아~ 파티 시작🍭🎉           | 아일릿             |          |
| 99   | 4월 6일  | "나한테 사과하라고!!!" TXT 리더 최수빈, 5년 만에 극대노하다         | 투모로우바이투게더 |          |
| 100  | 4월 13일 | 온 세상을 뒤집을 베이비몬스터 매력에 빠져든다..빠져든다..😵         | BABYMONSTER        |          |
| 101  | 4월 20일 | 야자타임으로 리더를 꿈 꾼 막내... 제대로 혼쭐나버림;;               | 보이넥스트도어     |          |
| 102  | 4월 27일 | 청량돌 템페스트가 해산물(🐟)돌이 된 사연                            | TEMPEST            |          |
| SP   | 5월 11일 | 띵동~💌 베이비몬스터 비하인드 배달왔습니다~!                        | BABYMONSTER        | 비하인드 |
| 103  | 5월 18일 | 엉부심 과다(?) 제로베이스원의 엉덩이짱🍑을 찾아라                   | 제로베이스원       |          |
| 104  | 6월 26일 | TWS(투어스) 컴백 전 특급 훈련! 청량돌에 이어 예능돌로 케이팝 접수😎 | TWS                |          |
| 105  | 6월 29일 | 방구 얘기에 웃다가 갑자기 눈물 흘리는 레드벨벳의 하루🤣             | 레드벨벳           |          |
| 106  | 7월 6일  | "형! 정신 안 차려?" 오늘따라 이상한 엔시티 위시                     | NCT 위시           |          |

## 김솔희 아나운서
| 역대 | 내레이션 | 내레이션 기간                     | 비고 |
| ---- | -------- | --------------------------------- | ---- |
| 1대  | 이규원   | 2021년 7월 24일 ~ 2023년 12월 9일 |      |
| 2대  | 김솔희   | 2024년 1월 13일 ~ 현재            |      |